# Da liegt Musike drin
Da liegt Musike drin war eine Samstagabend-Show des Fernsehens der DDR.
Die Unterhaltungssendung ging erstmals 1968 im 1. Programm des Fernsehens der DDR auf Sendung und fand stets im Haus der heiteren Muse in Leipzig statt. Moderiert wurde sie ab Folge 3 bis zur Einstellung 1985 von Kammersänger Reiner Süß. Die ersten beiden Folgen moderierte der Schauspieler Gerd Ehlers. Da liegt Musike drin wurde abwechselnd mit anderen Samstagabend-Shows wie „dem Kessel“ ausgestrahlt und war ein Prestige-Objekt der DDR-Fernsehunterhaltung.
Künstler wie Karel Gott, Chris Doerk, Lili Ivanova, Nina Lizell, Hauff & Henkler, Gerd Christian, Monika Herz, Peter Albert, Helga Brauer, Dean Reed, Václav Neckář, Eberhard Cohrs, Peggy March, Paola Felix und Leni Statz und sogar die Schauspieler der dänischen Olsenbande-Filme traten in der Musike auf.